# Žulová
Žulová (do 1948 Frýdberk, niem. Friedeberg) – miasto położone w Czechach, w czeskiej części Śląska, w kraju ołomunieckim, w północno-zachodniej części okręgu Jeseník, na Przedgórzu Paczkowskim (cz. Žulovská pahorkatina). Leży 15 km na północny zachód od Jeseníka, 56 km na północ od Šumperka i 16 km na południowy wschód od polsko-czeskiego przejścia granicznego Bílý Potok/Paczków. Miasto położone przy ujściu Stříbrného potoka do rzeczki Vidnávky. Na zachód od miasta rozcziąga się pasmo Gór Złotych (cz. Rychlebské hory). Najniżej położone miejsce leży na wysokości ok. 290 m n.p.m., najwyższe (Boží hora) – 525 m n.p.m. We wschodniej części miasta znajduje się staw "Velký rybník" (11 ha) – największy staw w powiecie Jesenik. W mieście znajduje się szkoła podstawowa oraz biblioteka.
Według danych z 1 stycznia 2024, liczba mieszkańców miasta wynosi 1125 osób (1352. miejsce w kraju wśród miejscowości; 574. miejsce wśród miast ex aequo z miastem Měčín).

## Historia
Pierwsza pisemna wzmianka o mieście pochodzi z roku 1266, gdy wchodzi w skład majątku wrocławskiego biskupstwa jako gród Vridenberg (Frýdberk). W zamku mieli siedzibę rycerze-rozbójnicy, którzy łupili okolice. W czasie wojny trzydziestoletniej zamek został zniszczony przez Szwedów.
Dopiero z końcem XVII w. miasto zaczęło się podnosić ze szkód wojennych i pożarów. Stopniowo były odbudowane budynki w mieście i na podgrodziu, a w pozostałościach zamku został założony browar. Miasteczko się powoli rozwijało, osiedlały się w nim rodziny rzemieślników (głównie tkaczy). 
Po zniesieniu pańszczyzny w roku 1850 został utworzony nowy system administracyjny i sądowniczy. Ówczesny "Frýdberk" znalazł się w powiecie (okres) "Frývaldov" (dzisiejszy "Jeseník)") i podlegał okręgowi sądowemu ("soudni okres" Vidnava). Po roku 1850 rozpoczęło się w okolicy wydobycie granitu oraz powstała szkoła kamieniarska.
W roku 1938 w wyniku układu monachijskiego Žulová została przyłączona do Niemiec w granicach Kraju Sudetów.
Po II wojnie światowej niemieccy mieszkańcy, którzy stanowili większość w Žulovej zostali wysiedleni. Po zasiedleniu przez nowych osadników zmieniono nazwę z niemieckiego "Friedberg" na nowo utworzone czeskie "Žulová". Doszło do tego 5 lutego 1948. W roku 1949 majątek biskupa wrocławskiego znacjonalizowano i przeniesiono na własność skarbu państwa czechosłowackiego. Wtedy też Žulová utraciła prawa miejskie.
W roku 1976 zostały do Žulovéj przyłączone wsie Kobylá nad Vidnavkou i Skorošice. Ostatnio zostały one ponownie wyłączone – Skorošice w 1990, a Kobylá w 2001 r.
10 października 2006 Žulová odzyskała prawa miejskie.

## Dane statystyczne

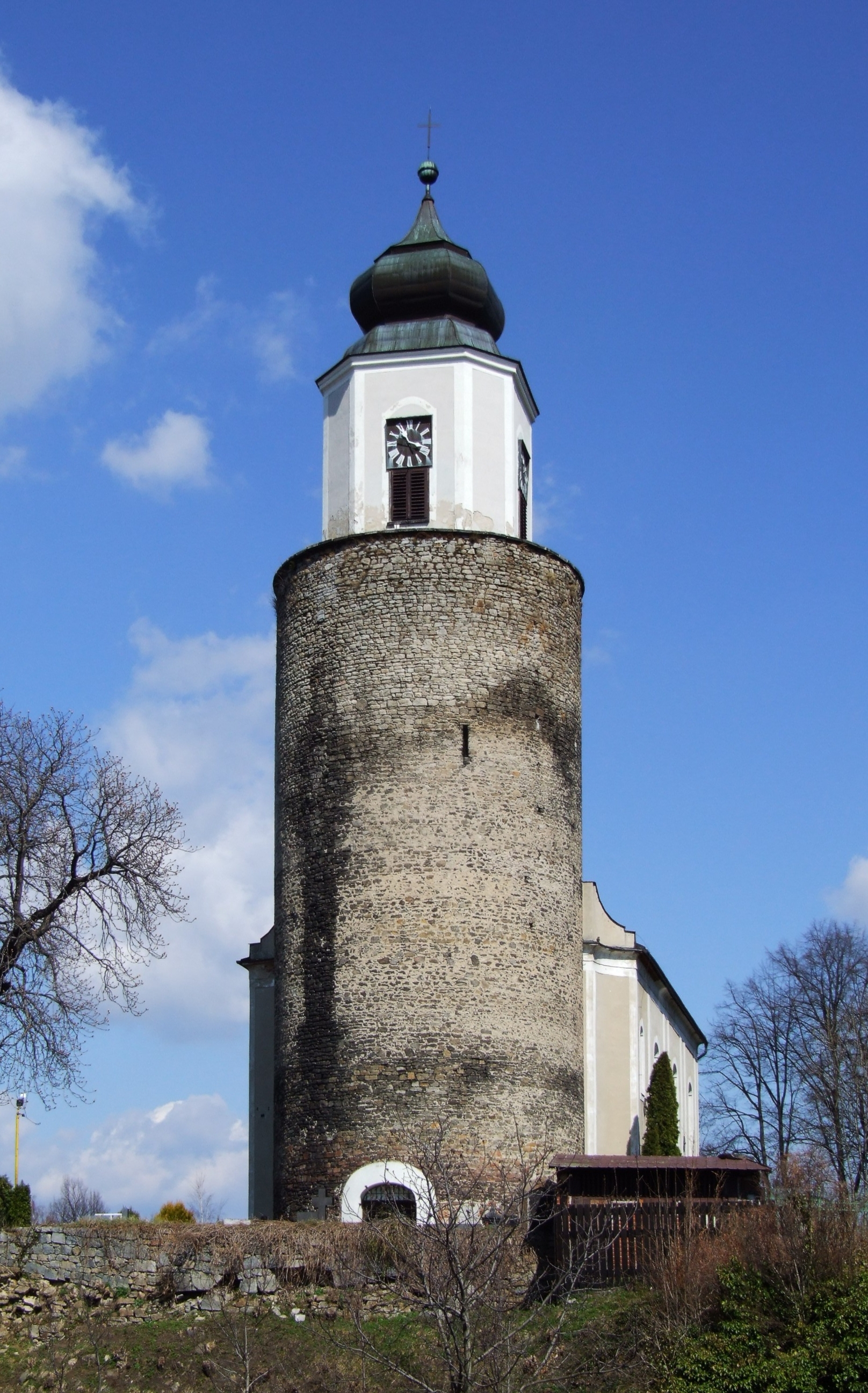
Kościół św. Józefa z gotycką wieżą

23 lipca 2007 w mieście żyło 1 327 mieszkańców. 15% stanowiły dzieci do 15 roku życia. Według danych z ostatniego spisu ludności 86% ludności należało do narodowości czeskiej, 5% do narodowości słowackiej, 3% do narodowości morawskiej a 2% do narodowości niemieckiej. 24% mieszkańców określiło się jako wierzący. Z tego 87% to rzymscy katolicy. W czasie spisu 15% ludności była bezrobotna, obecnie (31.12.2006 r.) sytuacja stała się jeszcze gorsza – 18% mieszkańców jest bez pracy. Najwięcej pracuje w przemyśle i budownictwie.

## Ruch turystyczny
Okolice Žulovéj są bardzo atrakcyjne pod względem turystycznym. Miasto jest punktem wyjścia w Góry Złote (Rychlebské hory), do Nýznerovskich wodospadów, na Przedgórze Paczkowskie (Žulovská pahorkatina), na Smolný vrch, do ruin zamku Kaltenštejn, do jaskini Na Pomezí w Lipové, do uzdrowiska Jeseník albo do Vidnavy. Przez miasto przechodzi czerwony szlak turystyczny Javorník - Jeseník oraz niebieski szlak Horní Lipová - Nýznerovské vodopády - Žulová - Černá Voda.
W mieście istnieje niewielka liczba miejsc noclegowych w prywatnych pensjonatach. Najbliższy hotel jest we wsi Černá Voda.

### Zabytki
- pierwotnie gotycki zamek Frýdberk – z zamku zachowała się jedynie z daleka widoczna wieża, która jest obecnie częścią kościoła św. Józefa oraz resztki murów obronnych
- Figura św. Jana Nepomucena
- Neogotycka kaplica na wierzchołku Boží hory – pierwotna kaplica była zbudowana już w roku 1713, w roku 1864 została znacznie zniszczona przez nieznanych wandali i musiała być odbudowana w latach 1878–1886
- Słup z figurą Panny Marii
- Historyczny kamienny most

## Połączenia
Przez Žulovou przechodzi droga krajowa nr 60 łącząca Jeseník z Javorníkem i z przejściem granicznym do Polski. Droga II/456 prowadzi do Staréj Červenéj Vody i Velkých Kunětic. Drogi III rzędu łączą miasto z okolicznymi wsiami i przysiółkami.
W mieście jest stacja kolejowa na lokalnej trasie na 295 Lipová Lázně – Javorník ve Slezsku. Na obszarze administracyjnym Žulovej znajduje się również przystanek kolejowy w Tomíkovicach. Obecnie jeździ tu 11 par pociągów.
Miasto posiada następujące połączenia autobusowe Jeseník-Javorník-Bílá Voda, Jeseník-Žulová-Bernartice-Javorník, Jeseník-Vidnava oraz Jeseník-Písečná-Černá Voda-Žulová. W dni robocze jest 25 połączeń.

## Podział

### części gminy
- Starost
- Tomíkovice
- Žlíbek
- Žulová

### gminy katastralne
- Tomíkovice (612,23 ha)
- Žulová (863,11 ha)